# Schwedische Eishockeymeisterschaft 1929
Die Saison 1929 war die achte Austragung der schwedischen Eishockeymeisterschaft. Meister wurde zum insgesamt sechsten Mal in der Vereinsgeschichte der IK Göta.

## Meisterschaft

### Qualifikationsrunde
- Nacka SK – IFK Stockholm 5:4
- Lidingö IF – IF Mode 3:1
- UoIF Matteuspojkarna – IF Linnéa 2:1

### Viertelfinale
- IK Göta – Djurgårdens IF 0:0/1:0
- Nacka SK – Lidingö IF 4:3
- Södertälje SK – Karlbergs BK 3:1
- Hammarby IF – UoIF Matteuspojkarna 7:1

### Halbfinale
- IK Göta – Nacka SK 4:1
- Södertälje SK – Hammarby IF 5:0

### Finale
- IK Göta – Södertälje SK 2:1